# Irina Chakraborty
Irina Chakraborty (en ruso, Ирина Чакраборти, en bengalí, ইরিনা চক্রবর্তী) es una científica e ingeniera ambiental ruso-finlandesa india. Además, es profesora universitaria.

## Trayectoria
Vive en Nom Pen, Camboya, desde 2011. Trabaja para la empresa Wetlands Work!, en donde ha desarrollado saneamientos flotantes, que procesan los excrementos y reducen el número de patógenos hasta casi eliminar el riesgo al bañarse en las aguas de Tonlé Sap, en la región central de Camboya. Este lugar es la mayor reserva de agua dulce del Sudeste Asiático donde viven unas 100.000 personas que construyen sus hogares en estructuras flotantes.

## Reconocimientos
En 2013, fue seleccionada como una de las 100 Mujeres de la BBC por su trabajo con el desarrollo de saneamientos de las aldeas flotantes.